# Don't Stop Lullaby
『Don't Stop Lullaby』（ドント ストップ ララバイ）は、1986年11月21日発売の日本の女優・歌手の仙道敦子の3作目のシングル。発売元はハミングバード。

## 解説
- 『Don't Stop Lullaby』は、日本テレビ系テレビドラマ「セーラー服反逆同盟」挿入歌でありドラマ中、後半の戦闘シーンで流れていた。後に発売されたアルバム『La Fillette』に2曲とも収録された。
- オリコンは最高71位ながら、100位以内に12週ランクインし、自身のソロシングルでは最高セールスを記録した。

## 収録曲
- 全作詞・作曲：都志見隆

1. Don't Stop Lullaby
  - 編曲：椎名和夫
2. 不安(Fu・a・ne)
  - 編曲：山川恵津子